# Alexander Kulpok
Alexander Kulpok (* 13. November 1938 in Berlin) ist ein deutscher Journalist und Autor.
Bekannt wurde Kulpok als Moderator der Abendschau des Sender Freies Berlin (SFB) und als langjähriger Leiter der in Berlin beheimateten Redaktion des von ARD und ZDF gemeinsam unter dem Namen Videotext produzierten Teletext-Dienstes. Im September 2020 war er Kandidat in der Fernsehquiz-Sendung Gefragt – Gejagt.
Seit 1963 ist Kulpok Mitglied der Sozialdemokratischen Partei Deutschlands (SPD). Im Sommer 2021 trat er für 6 Monate aus der SPD aus, als die Freien Wähler ihm im Bezirk Reinickendorf eine Direktkandidatur im Wahlkreis Heiligensee für das Berliner Abgeordnetenhaus anboten, was jedoch ohne Erfolg gekrönt war. Seit 2022 ist Kulpok wieder ohne Unterbrechung Mitglied in der SPD.

## Werke
- (zusammen mit Alexander Buchholz): Revolution auf dem Bildschirm. Die neuen Medien Videotext und Bildschirmtext. Goldmann, München 1979, ISBN 3-442-11265-6.
- Europas letztes Geheimnis, Albanien. Fakten und Eindrücke aus einem unbekannten Land. Ullstein, Frankfurt/M. 1981, ISBN 3-548-34522-0.
- SFB, mon amour. Die Geschichte des Sender Freies Berlin, 1954-2003. Vergangenheitsverlag, Berlin 2019/2020, ISBN 978-3-86408-245-0.